# Гилкриз, Уильям Томас
Уильям Томас Гилкриз (англ. William Thomas Gilcrease; 1890—1962) — американский промышленник (нефтяник), коллекционер произведений искусства и филантроп.
За свою жизнь Гилкриз собрал более 10 000 произведений искусства, 250 000 артефактов коренных американцев, а также 100 000 редких книг и документов, включая единственную сохранившуюся заверенную копию Декларации независимости США. Стал основателем музея Гилкриза в Талсе, штат Оклахома.

## Биография
Родился 8 февраля 1890 года в Робелине, штат Луизиана, в семье Уильяма Ли Гилкриза и его жены Мэри Элизабет Вауэлл. Мэри была зарегистрированным членом индейского народа крики (маскоги), и вскоре после рождения Уильяма семья переехала на Индейскую территорию, чтобы воспользоваться земельным участком площадью 160 акров. После переезда отец управлял хлопкоочистительной фабрикой в соседнем селении Маундс, штат Оклахома.
Первоначальное образование Гилкриз получил в ограниченном объёме в школах Индейской территории, где его часто называли «Индейским Томом». Затем обучался в Bacone College, где самым влиятельным учителем для него стал Александр Поузи, который обучал своих учеников искусству, науке, письму и рассказывал о наследии американских индейцев. После окончания колледжа Гилкриз поступил в Педагогический колледж штата Канзас (Kansas State Teacher’s College, переименованный в 1974 году в Государственный университет Эмпории).
На рубеже XX века федеральное правительство США изменило статус земель индейских народов, передав участки в частную собственность. Уильям Томас Гилкриз получил право на 160 акров земли, расположенной примерно в 32 километрах от города Талса, штат Оклахома. В 1905 году в этом районе была обнаружена нефть, и земля Гилкриза, расположенная на огромном нефтяном месторождении Glenn Pool Oil Reserve, сделала его к двадцати годам миллионером. Он оказался проницательным бизнесменом и в 1922 году основал нефтяную компанию «Gilcrease Oil Company» и затем, добившись существенных успехов, смог приобрести новые земли. Гилкриз в 1937 году основал штаб-квартиру своей компании в Сан-Антонио, штат Техас; также имелся офис в Европе. В 1949 году штаб-квартира компании переехала в Талсу.
Умер 6 мая 1962 года в городе Талса от сердечного приступа. После панихиды по традиционным индейским обрядам он был похоронен в мавзолее Gilcrease Museum Grounds на территории своего поместья, где была похоронена в 1935 году его мать.

### Семья
22 августа 1908 года Уильям Томас Гилкриз женился на Белль Харлоу из племени осейджи. У них родилось двое сыновей: Уильям Томас Гилкриз-младший (1909—1967) и Бартон Юджин Гилкриз (1911—1991). Брак окончился разводом в 1924 году.
3 сентября 1928 года Гилкриз во второй раз женился на 19-летней Норме Смоллвуд, ставшей в 1926 году Мисс Америка. У них в 1929 году родилась дочь Дес Сигне Ламур Гилкриз (Des Cygne Lamour Gilcrease). Этот брак также закончился разводом 2 мая 1934 года.